# Владо Јанић Цапо
Владо Јанић Цапо (Сисак, 14. јул 1904 — Београд, 4. мај 1991) био је учесник Народноослободилачке борбе, генерал-пуковник ЈНА, јунак социјалистичког рада и народни херој Југославије.

## Биографија
Рођен је 14. јула 1904. године у Сиску. Потиче из бројне и веома сиромашне породице, која је читава учествовала у радничком покрету, а касније и у Народноослободилачкој борби. Оца и два брата су му стрељале усташе, а мајка и сестра су биле заточене у логору Јасеновац. Већ после завршеног трећег разреда основне школе, у време школског распуста, Владо је радио на циглани, како би зарадио допунске приходе за сиромашну породицу. После завршене основне школе, запослио се извесно време на железничкој станици у Сиску.
Крајем Првог светског рата и у првим годинама Краљевине Срба, Хрвата и Словенаца, учио је машинбраварски занат у фабрици тканина у Сиску, и учествовао је у неколико штрајкова. После наученог заната, запослио се у Железничкој радионици у Сиску, где је радио као бравар, а извесно време и као ложач на локомотиви. У синдикат Савеза железничких радника ступио је 1924. године. Деловао је веома активно у Независним радничким синдикатима, у тадашњим тешким условима рада по радничке организације и забране јавног деловања Комунистичке партије Југославије (КПЈ), а 1931. године примљен је у Партију.
Године 1933. постао је секретар партијске ћелије у Железничкој радионици и члан Окружног комитета КПЈ за Сисак и Банију, а од 1935. врши и функцију секретара истог комитета. Због партијског рада хапшен је неколико пута. Године 1937. учествовао је на партијском саветовању под Пљешивицом, код Самобора, и на партијском саветовању код Шмарне горе, у Словенији. Године 1939, на Првој партијској конференцији Комунистичке партије Хрватске, Владо је као истакнути активиста и партијски радник изабран за члана Централног комитета КПХ, а учествовао је и на Петој земаљској конференцији КПЈ у Загребу, октобра 1940. године, на којој је изабран за члана Централног комитета КПЈ.
После Априлског рата и окупације Краљевине Југославије, активно је учествовао у примпреми устанка и сакупљању оружја. 22. јуна 1941. године, истог дана када је Немачка напала Совјетски Савез, под његовим руководством и руководством организационог секретара ОК КПХ за Сисак Маријана Цветковића, формиран је први партизански одред у Југославији — Сисачки партизански одред. Одред је одмах ступио у борбу с окупатором и домаћим издајницима: извео је више диверзантских акција на железничкој прузи према Загребу, недалеко од Лекеника, експлозију под војном композицијом недалеко од железничке станице Сисак, оштећења моста код Блинског Кута, а у другој половини јула и више већих окршаја с непријатељем. После тога, сисачки партизани крећу према Банији, где су, крајем септембра, Сисачки партизански одред и неколико банијских формирали јединствени — Банијски партизански одред, чији је први командант био Владо.
У току Народноослободилачке борбе вршио је многе одговорне војне и партијске дужности:
- био је секретар Окружног комитета КПХ за Сисак и Банију,
- члан Обласног комитета КПХ за Славонију,
- члан Опуномоћеништва ЦК КПХ за северну Хрватску,
- члан оперативног руководства НОП-а за Сисак,
- политички комесар Дванаесте славонске ударне бригаде,
- политички комесар 28. славонске ударне дивизије,
- политички комесар Шестог славонског ударног корпуса,
- политички комесар Корпуса народне одбране Југославије.

После ослобођења Југославије, Владо Јанић је обављао високе одговорне дужности у Југословенској народној армији (ЈНА). У неколико сазива биран је за посланика Савезне народне скупштине, за члана Централног комитета СК Хрватске и члана Централног комитета СК Југославије, те за члана Опуномоћства ЦК СКЈ за ЈНА. Био је и члан Савета федерације. Умро је 4. маја 1991. године у Београду.
Носилац је Партизанске споменице 1941. и других југословенских одликовања, међу којима су — Орден народног ослобођења, Орден ратне заставе, Орден партизанске звезде првог реда и Орден за храброст. Орденом народног хероја одликован је 20. децембра 1951. године.